# Stoffgruppe

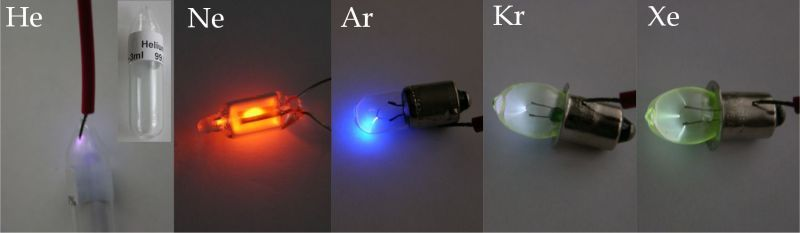
Die Stoffgruppe der Edelgase, hier im eigenen Licht leuchtend: Alle Edelgase sind zum Beispiel farb- und geruchlos, äußerst reaktionsträge und somit auch nicht brennbar

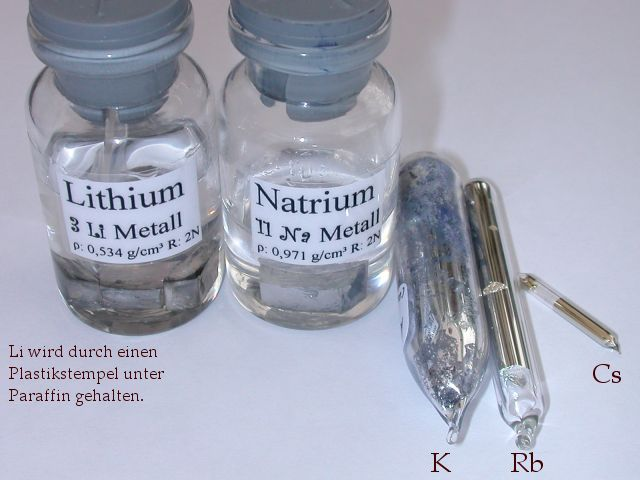
Stoffe aus der Stoffgruppe der Alkalimetalle: Alle Alkalimetalle sind extrem luft- und wasserempfindlich. Sie sind brennbar, reagieren mit Wasser zu Laugen und Wasserstoffgas, mit Nichtmetallen und Säuren zu Salzen und sie färben die Flamme

Unter Stoffgruppe oder Stoffklasse versteht man in der Chemie alle Stoffe, die durch eine gemeinsame Eigenschaft zusammengefasst werden können. Jeder Stoff kann mehreren Gruppen angehören, je nachdem welche Eigenschaft zur Klassifizierung herangezogen werden. Es existiert keine feste Zahl möglicher Gruppen, vielmehr kann je nach Anlass und verbindender Eigenschaft eine neue Stoffgruppe definiert werden.

## Unterteilung
Grundsätzlich unterscheidet man die chemischen Elemente von den chemischen Verbindungen, die aus zwei oder mehr Elementen zusammengesetzt sind. Elemente können wiederum nach ihren metallischen Eigenschaften oder ihrer Stellung im Periodensystem unterteilt werden, Verbindungen nach ihrer Bindungsart und der Anzahl der beteiligten Elemente.
Weitere Untergruppen lassen sich einteilen in:
- Stoffgruppen, die nach der chemischen Zusammensetzung und chemisch-funktionellen Eigenschaften gebildet werden (Beispiel: Oxide als Verbindungen des Sauerstoffs, Säuren als ätzende Wasserstoffverbindungen).[1]
- Stoffgruppen, die nach den jeweiligen Anwendungsbereichen (Verwendungszwecken) und entsprechenden Stoffeigenschaften gebildet werden (zum Beispiel Düngemittel, Explosivstoffe und Nährstoffe als für Stoffwechsel und Verdauung verwertbare Reinstoffe und Stoffgemische, Kampf- und Giftstoffe als Mittel zum Abtöten von bestimmten Lebewesen, auch Schädlingsbekämpfungsmittel oder Pestizide genannt).
- In der Medizin nach ihren Wirkungen in oder auf Organismen (zum Beispiel Hormone, Vitamine und Duft- und Aromastoffe).[2]
- Stoffgruppen, die nach der guten oder schlechten Löslichkeit von Verbindungen in Wasser unterschieden werden.
- Stoffgruppen, die sich nach ihrem Vorkommen und Herkunft unterscheiden lassen (zum Beispiel Rohstoffe, Naturstoffe und Kunststoffe).[2]

1941 führt Gerold Schwarzenbach im Buch Allgemeine und anorganische Chemie. Ein einfaches Lehrbuch auf neuzeitlicher Grundlage eine Einteilung in „Vorwiegend unpolare und flüchtige Stoffe“, „Salzartige Stoffe“, „Diamantartige und graphitartige Stoffe“ sowie „Metallische Stoffe“ ein, die heute in der Chemie überholt ist, aber dennoch in einigen Chemie-Lehrbüchern zu finden ist. Dabei werden „Diamantartige Stoffe“ durch sehr hohe Härte, hohe Schmelz- und Siedepunkte und in Wasser völlig unlöslich charakterisiert. Bei ihnen liegt typischerweise eine Atombindung vor. Eine ähnliche Einteilung wurde bereits 1928 diskutiert. Spätere Lehrbücher ergänzten noch die Gruppe der „Kunststoffe bzw. hochmolekularen Stoffe“.

### Chemische Elemente
Die Elemente können klassifiziert werden nach
- Metallische Eigenschaften. Unterschieden werden Metalle, Halbmetalle und Nichtmetalle.
- Zustand bei Raumtemperatur: Feststoffe, Flüssigkeiten (nur Brom und Quecksilber) und Gase
- Stellung im Periodensystem der Elemente
  - Hauptgruppen- und Nebengruppenelemente.

| Hauptgruppe | Nebengruppe |
| - Hauptgruppe I: Alkalimetalle - Hauptgruppe II: Erdalkalimetalle - Hauptgruppe III: Borgruppe, „Erdmetalle“ - Hauptgruppe IV: Kohlenstoffgruppe - Hauptgruppe V: Stickstoffgruppe - Hauptgruppe VI: Chalkogene, (Sauerstoffgruppe) - Hauptgruppe VII: Halogene - Hauptgruppe VIII: Edelgase | - Gruppe 03: Scandiumgruppe - Gruppe 04: Titangruppe - Gruppe 05: Vanadiumgruppe - Gruppe 06: Chromgruppe - Gruppe 07: Mangangruppe - Gruppe 08: Eisengruppe - Gruppe 09: Cobaltgruppe - Gruppe 10: Nickelgruppe - Gruppe 11: Kupfergruppe - Gruppe 12: Zinkgruppe |
| Anmerkungen 1. 2. | |

### Verbindungsklassen
- Klassifikation nach Bindungsart
  - Molekulare Verbindungen
  - Salze (Ionenbindung). Die Salze werden zumeist nach ihren Anionen unterteilt. Beispiele dafür sind
    - Chloride, Fluoride, Iodide, Bromide, Chlorate, Bromate, Iodate (Halogenide und Halogen-Sauerstoffverbindungen)
    - Sulfate, Sulfide, Sulfite (Schwefel- und Schwefel-Sauerstoff-Anionen)
    - Nitrate, Nitrite, Säureamide (Stickstoffverbindungen)

  - Metallorganische Verbindungen (Atombindung)
  - Komplexe (Komplexbindung, Assoziation)
- Klassifikation nach Anzahl der beteiligten Elemente: Binäre, ternäre und quaternäre Verbindungen (zwei bis vier Elemente)
- Organische und anorganische Verbindungen

Organische Verbindungen
Die von der Anzahl der Stoffe umfangreichste Stoffgruppe in der Chemie stellt die Stoffgruppe der Kohlenstoffverbindungen dar (über 7 Millionen Stoffe). Sie umfasst alle Substanzen, deren Grundgerüst aus Kohlenstoffatomen besteht. In der organischen Chemie ist die funktionelle Gruppe einer Verbindung für diese Einteilung ausschlaggebend. So werden zum Beispiel Verbindungen, die in ihrer Kohlenstoffkette eine Hydroxygruppe haben, zu der Stoffklasse der Alkohole gezählt.
In einer weiteren Definition kann eine Stoffklasse (wie die Alkohole) daneben weitere funktionelle Gruppen enthalten. Daneben gibt es in einer weiter gefassten Definition auch Stoffklassen, die sich dadurch auszeichnen, dass sie eine bestimmte Kombination mehrerer funktionelle Gruppen enthalten, beispielsweise die Aminosäuren.
Beispiele für organische Stoffklassen: Kohlenwasserstoffe,
- Alkane, Alkene, Alkine, Alkanole (Alkohole), Alkansäuren, Alicyclen, Amide, Amine, Aminosäuren, Aromaten,  Alkanone (Ketone), Alkanale (Aldehyde),
- Carbonsäuren und Carbonsäurederivate wie Carbonsäurechloride, Carbonsäureanhydride,
- Epoxide, Ester, Ether
- Furane
- Halogenalkane, Hydrazine, Heterocyclen
- Imine
- Oxirane
- Thiole, Thioether

## Stoffgruppen nach Aufbau und Zusammensetzung
Andere Chemikaliengruppen, nach chemisch-funktionellen Eigenschaften und Aufbau unterteilt, sind zum Beispiel:
- bei den Elementen die Edelgase wie Helium, Neon etc., die Alkalimetalle, die Buntmetalle usw.
- bei den Salzen die Chloride, Oxide, Sulfide, Sulfate, Blei-, Eisen-, Ammonium-, Kupfer- und Natriumsalze usw.
- bei den molekularen Verbindungen die Säuren, Alkene, Nichtmetalloxide, Hydride, FCKWs usw.
- bei den Metallen nach chemischer Stabilität in der Umwelt: Edelmetalle und unedle Metalle

Säuren und Basen
Sowohl organische als auch anorganische Stoffe können Säuren und Basen bilden. Entscheidend ist die Fähigkeit, zumeist in wässriger Lösung, Protonen abgeben (Säuren) oder aufnehmen (Base) zu können. Organische Säuren sind zum Beispiel Carbonsäuren, anorganische Säuren sind unter anderem Salpetersäure, Schwefelsäure und Chlorwasserstoff. Organische Basen sind nahezu alle Amine, anorganische Basen sind alle Hydroxid-Salze der Alkali- und Erdalkalimetalle (etwa Natriumhydroxid).

## Stoffgruppen nach Anwendung und Eigenschaften

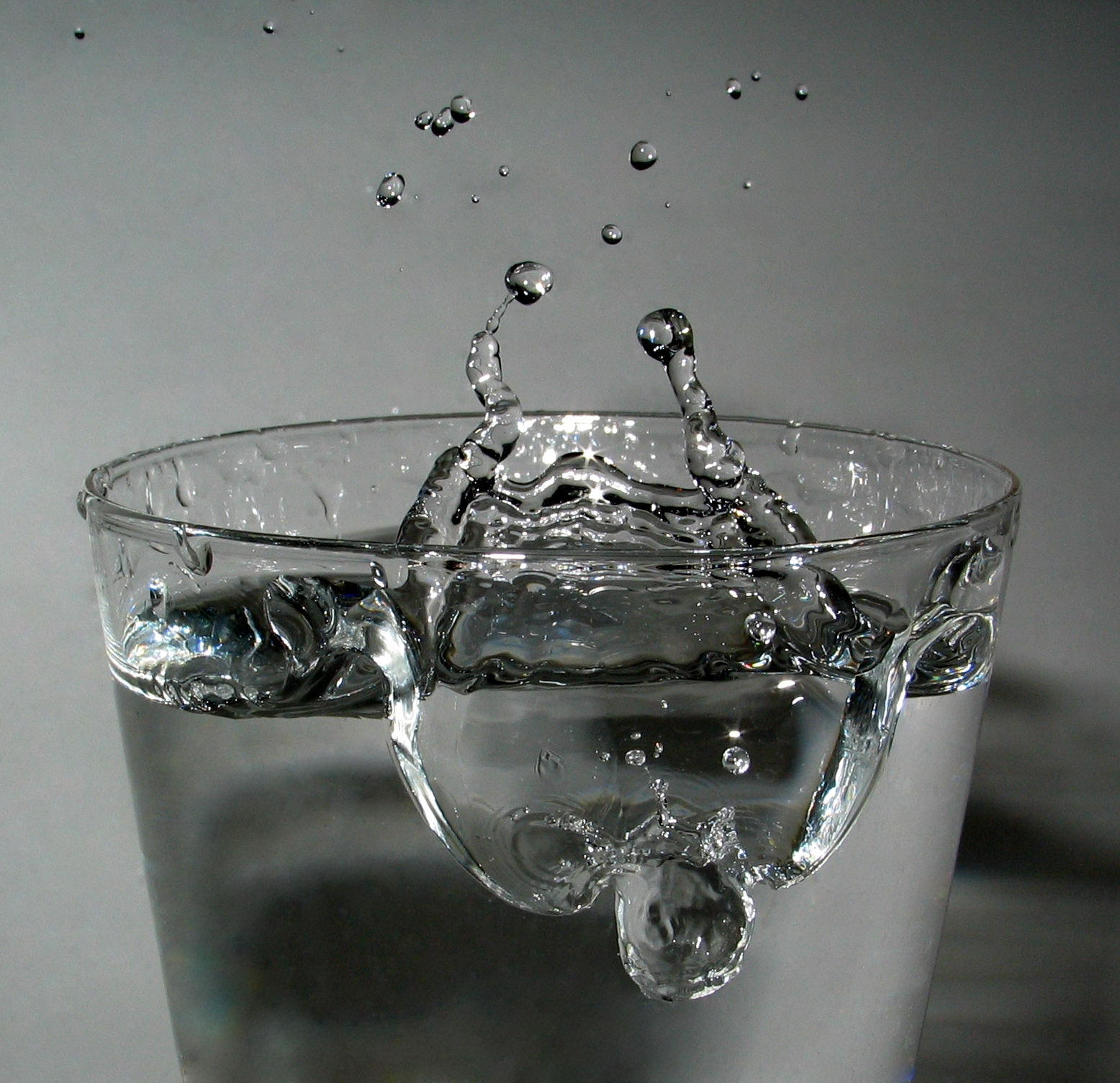
Wasser – das bedeutendste aller Lösungsmittel

Stoffgruppen können auch nach ihrer Verwendung und Wirkung eingeteilt werden und auch Stoffgemische umfassen.
Hierzu zählen zum Beispiel:
- Farbstoffe,  Färbemittel/Pigmente und Bleichmittel zu deren Entfärbung
- Düngemittel, Nährstoffe und Ballaststoffe, Bitter-, Süß-, Würz- und Aromastoffe
- Klebstoffe, Verdickungs- und (Ab-)Bindemittel sowie Verdünnungs-, Lösungsmittel und Beizmittel zum Ablösen gebundener Stoffe
- Sprengstoffe
- Arznei- und Heilmittel (Wirkstoffe)
- Schädlingsbekämpfungsmittel (Pestizide), Kampfmittel (C-Waffen) und Giftstoffe
- Suchtmittel (Drogen) und Gegenmittel (Gegengifte, Antidote)

In der Chemie werden auch Stoffgruppen nach ihrem Verwendungszweck im Chemielabor gebildet:
- Nachweismittel sind Reagenzien für Nachweisreaktionen (zum Beispiel Kationennachweise)
- Fällungsmittel sind Reagenzien zum Überführen löslicher in unlösliche Verbindungen (zum Beispiel zur Trennung, vgl. Kationentrennungsgang)
- Reduktionsmittel und Oxidationsmittel sind Reagenzien zum Einsatz bei Redoxreaktionen
- Aufschlussmittel dienen in Aufschlussverfahren zum Überführen unlöslicher in lösliche und somit nachweisbare Verbindungen

### Naturstoffe

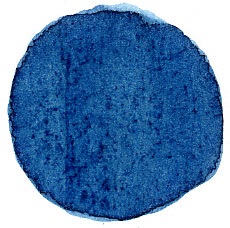
Der Farbstoff Indigo, natürlich

- Natürliche makromolekulare Stoffe (wie Lignin, Cellulose und Stärke)
- Kohlenwasserstoffe wie Erdöl und Erdgas
- Naturidentische Stoffe
- Farbstoffe

### Weitere Stoffe
- Kunststoffe werden zum einen nach der Art der Polymerisation und zum anderen nach der Art der Monomere klassifiziert. Beispiele sind Polyester, Polyvinylchlorid und Polystyrol. Außerdem wird unterschieden, ob ein Kunststoff aus einer Monomersorte oder aus mehreren besteht, letztere werden als Copolymer bezeichnet.
- In der Biochemie unterscheidet man die vier Stoffklassen Proteine, Kohlenhydrate, Lipide und Nukleinsäuren, die als Bausteine von lebenden Organismen gelten.
- Drogen sind (bio)chemische Stoffe, die auf das Bewusstsein eines Menschen einwirken und, in einer allgemeineren Bedeutung, physiologisch wirksame Substanzen. Die beiden wichtigsten Stoffklassen sind Alkaloide und Terpenoide mit diversen Unterklassen.
- Chemische Kampfstoffe sind Gifte, die gegen Menschen eingesetzt werden. Eine Klassifizierung erfolgt nach betroffenem biochemischen System und der Wirkung.